# 伊藤昭男
伊藤 昭男（いとう あきお、1957年 - ）は、日本の観光学者・経済学者。学術博士（北海道大学）。北海商科大学教授。北海道生まれ。

## 略歴
北海道大学経済学部卒業。1992年北海道大学大学院環境科学研究科博士課程修了。1993年北海学園北見大学商学部講師。1997年北海学園北見大学商学部助教授。2000年北海学園北見大学教授。その後、北海学園北見大学開発政策研究所副所長。2006年北海商科大学商学部教授。2007年北海商科大学学術発展センター長。2017年北海商科大学商学部学部長。2021年北海商科大学長代行。2022年北海商科大学長。2023年同退任。

## 研究領域
専門は、地域観光論、資源・環境政策論、都市・地域経済学など多岐に渡る。 

## 主著
- 『地方都市圏の今日的課題と戦略』共著 泉文堂 2005
- 『地域の自立的発展と空間構造 : 北海道開発への新機軸を求めて』編著 現代史料出版 2008
- 『現代中国の資源戦略 : 資源の再考察と資源化のダイナミクス』HINAS 2012
- 『観光ビジネス・エコノミクス概論 : 地方における新たな市場創出に向けて』批評社 2017

など